# Iván Vinográdov
Iván Matvéievich Vinográdov (Иван Матвеевич Виноградов: 14 de septiembre de 1891 – 20 de marzo de 1983) fue un matemático ruso, uno de los creadores de la teoría analítica de números moderna y una figura dominante de la matemática soviética. Nació en el uyezd de Velíkiye Luki, en la gobernación de Pskov. Se graduó de la Universidad de San Petersburgo, donde empezó a ejercer en 1920 de profesor. A partir de 1934, fue director del Instituto Steklov de Matemáticas, un cargo que conservó el resto de su vida, exceptuando el quinquenio 1941–1946, en que el instituto fue dirigido por el académico Serguéi Sóbolev.

## Contribuciones matemáticas
En teoría analítica de números, el método de Vinográdov se refiere a su principal técnica para resolver problemas que empleó en problemas sobre la estimación de sumas exponenciales. En su forma más básica, se emplea para estimar sumas sobre los números primos, o sumas de Weyl. Es una reducción de una suma complicada a numerosas sumas más pequeñas que después se simplifican. La forma canónica para calcular sumas sobre números primos es
{\displaystyle S=\sum _{p\leq P}\exp(2\pi if(p)).}
Gracias a este método, Vinográdov se dedicó a problemas tales como: la conjetura débil de Goldbach en 1937 (en la que usó el teorema de Vinográdov), y la región libre de ceros de la función zeta de Riemann. Vinográdov lo empleó de forma inimitable. Comparándolo con técnicas posteriores, el método de Vinográdov se puede considerar un prototipo del método de la gran criba. En algunos casos, sus resultados no fueron sometidos a mejora alguna durante décadas.
Vinográdov también se valió de esta técnica en el problema de los divisores de Dirichlet, permitiéndole estimar el número de puntos naturales bajo una curva arbitraria. Este trabajo fue una mejora del de Gueorgui Voronói.

## Aspectos políticos e institucionales
En 1955, Vinográdov fue uno de los firmantes de la llamada Carta de los 300 (Письмо трёхсот) dirigida al Politburó del PCUS en la que destacados científicos soviéticos evaluaban la situación en las ciencias biológicas denunciando el predominio del lysenkoísmo.

## Condecoraciones
Por su labor recibió numerosos reconocimientos: fue galardonado con la medalla Lomonósov (el más alto reconocimiento científico soviético) en 1970, dos veces fue proclamado Héroe de la Unión Soviética y cinco veces recibió la Orden de Lenin. Fue admitido en la London Mathematical Society en 1939 y en la Royal Society en 1942.